# Истината (роман)
Истината (на английски: The Truth) е двадесет и петият по ред роман от поредицата на Тери Пратчет Светът на диска. Книгата е в жанр хумористично фентъзи и е издадена през 2000 г. Това е един от романите, в които главните герои не участват като такива в друга книга от поредицата.
 Внимание:  Текстът по-долу разкрива сюжета на произведението (или части от него)!
В романа се описва пристигането на подвижна печатна машина в Анкх-Морпорк и създаването на първия вестник на света на диска от Уилям де Уорд. С това се поставя началото на журналистиката, като работа в големия град. Началото на вестника съвпада с опита на патриция на Анкх-Морпорк Хавлок Ветинари да бъде приписано престъпление. Уилям се впуска в преследване на истината, което го отвежда до неочаквани и нежелани разкрития. Защото „Лъжата може да обиколи света, докато истината си обуе ботушите“.
В книгата участват и хората от Анкх-Морпоркската градска стража, но за разлика от другите романи, в които присъстват, тук те са странични герои и ролята им е доста по-малка. Описани са трудностите и предизвикателствата пред журналистиката, които Пратчет добре познава от времето, когато тя е и негова професия. В книгата са преплетени много моменти от философията на медиите, като: въпросът да се пише това, което е интересно на обществото или това, което е в интерес на обществото; да се пишат неща, за които никой никога не е чувал или такива, които всички знаят, че се случват; противоборството между журналистиката и властта и т.н.